# أغيا (لاريسا)
أييا (Αγιά) هي مدينة في لاريسا في مقاطعة فوريا إلادا في اليونان.
يبلغ عدد سكانها حوالي 2673 نسمة.